# 孙叔平
孙叔平（1905年—1983年），又名颛孙钧、颛孙叔陶、孙劲秋，男，安徽萧县人，中国哲学家、哲学史家、教育家。曾任南京大学副校长兼党委书记。

## 生平
1926年考入武昌大学外语系英语专业。1928年加入中国共产党。
1938年6月30日，徐西北区委调集湖西各县抗日游击队在丰县华山尹小楼会师，成立湖西人民抗日义勇队第二总队。总队长李贞干、政委王文彬、政治部主任孙叔平。
1951年至1983年历任南京大学副校长，南京大学哲学系主任、教授。1959年至1966年兼任江苏省哲学社会科学研究所副所长。